# Sobreescalfament
En física, el sobreescalfament (de vegades dit retard en l'ebullició) és el fenomen en el qual un líquid és escalfat a una temperatura superior a la del seu punt d'ebullició, però sense bullir. El sobreescalfament s'aconsegueix escalfant una substància homogènia en un contenidor net, lliure de llocs de nucleació i tenint cura de no pertorbar el líquid.

## Causa
De forma normal perquè pugui haver ebullició la pressió de vapor ha de ser superior a la pressió de l'ambient afegint la petita part que dona la tensió superficial.
En el sobreescalfament hi ha una excepció en l'ebullició normal i un líquid s'observa que no bull encara que la seva pressió de vapor sigui superior a la pressió ambient. La causa és una força addicional, la tensió superficial, la qual suprimeix el creixement de les bombolles.
La tensió superficial fa que la bombolla actuï com una pilota de goma poc inflada. La pressió interior s'eleva lleugerament per la "pell" tractant de contraure’s. Perquè la bombolla s'expandeixi - per bullir - la temperatura s'ha d'elevar lleugerament per sobre del punt d'ebullició per generar la suficient pressió de vapor.
Una bombolla més gran és més fàcil d'inflar que una de petita, com quan s'infla un globus, quan la part més difícil és aconseguir que comenci a inflar-se. Resulta que l'excés de pressió a causa de la tensió superficial és inversament proporcional al diàmetre de la bombolla. Quan una bombolla comença a créixer, la pressió deguda a la tensió superficial es redueix, de manera que s'expandeix de forma explosiva.

## En un microones
Hi pot haver un sobreescalfament quan algú introdueix una tassa, sense pertorbar, d'aigua en un forn microones. Quan es retira aquesta tassa l'aigua sembla que encara estigui per sota del punt d'ebullició. Però, una vegada que es pertorba la tassa, una part de l'aigua fa una violenta evaporació flash cap a l'estat de vapor ruixant aigua bullent fora de la tassa L'ebullició pot ser desencadenada donant empentes a la tassa, per la inserció d'un dispositiu d'agitació, o l'addició d'una substància com el cafè instantani o un gra d'arròs. Les possibilitats de sobreescalfament són més grans si s'utilitzen contenidors llisos, ja que els ratllats poden contenir petites bosses d'aire, que serveixen com punts de nucleació.

## Mites
Sovint es pensa que el sobreescalfament només pot tenir lloc en les substàncies pures, però no és cert i s'ha observat en el cafè i en altres líquids impurs. La sorra, dissolta en un líquid, evita el fenomen del sobreescalfament i el mateix passa amb un gas dissolt, però una impuresa dissolta com la sal o el sucre no ho eviten.